# Владимир (Благоразумов)
Епископ Влади́мир (в миру Ио́сиф Ива́нович Благоразумов; 3 [15] апреля 1845, Пензенская губерния — 25 сентября [8 октября] 1914, Нежин, Черниговская губерния) — епископ Русской православной церкви, епископ Благовещенский и Приамурский, духовный писатель. Магистр богословия.

## Биография
Иосиф Благоразумов родился 3 (15) апреля 1845 года в семье диакона Пензенской епархии.
Окончил Пензенскую духовную семинарию и 14 ноября 1866 года был рукоположён во священника к храму города Городище Пензенской губернии. В 1877 году овдовел.
Во время русско-турецкой войны участвовал в деятельности местного отделения общества Красного Креста.
В 1882 году окончил Казанскую духовную академию со степенью кандидата богословия и с правом получения степени магистра; был утверждён в степени магистра богословия только 31 декабря 1896 года.
В 1882—1887 годах был смотрителем Пензенского духовного училища.
В 1887—1891 годы преподавал Священное Писание в Волынской духовной семинарии; 14 августа 1888 года пострижен в монашество. В это время был также председателем Совета Богоявленского Свято-Николаевского братства, редактор газеты «Почаевский листок». В 1891—1897 годы преподавал Священное Писание в Кишинёвской духовной семинарии; состоял членом кишинёвского миссионерского общества и Трёхсвятского братства.
С 1 декабря 1897 года был определён старшим членом Санкт-Петербургского духовно-цензурного комитета с возведением в сан архимандрита.
4 февраля 1901 года в Казанском соборе Санкт-Петербурга хиротонисан во епископа Сарапульского, первого викария Вятской епархии. Чин хиротонии совершили митрополит Санкт-Петербургский и Ладожский Антоний (Вадковский), митрополит Московский и Коломенский Владимир (Богоявленский), архиепископ Холмский и Варшавский Иероним (Экземплярский) и епископ Кишинёвский и Хотинский Иаков (Пятницкий).
С 5 апреля 1902 года — епископ Михайловский, викарий Рязанской епархии.
3 ноября 1906 года был назначен епископом Приамурским и Благовещенским; 22 мая 1909 года по болезненному состоянию уволен от управления епархией на покой. За годы его правления в епархии была открыта амбулатория при Ильинской церкви-школе (1907) и воскресная школа при Пророко-Ильинской школе (1908), освящена новосооружённая церковь-трапезная при Будундинском Успенском монастыре (1907), устроена епархиальная библиотека-читальня (1907), учреждён Градо-Благовещенский Богородично-Албазинский женский общежительный монастырь (1908).
Управлял Теребенской во имя святого Николая Чудотворца пустынью, затем жил в Макариевом во имя Святой Троицы монастыре в Калязине. С 9 ноября 1912 года являлся настоятелем Нежинского Благовещенского монастыря, где и скончался 25 сентября (8 октября) 1914 года; похоронен в монастыре.

## Сочинения
- «Святой Афанасий Александрийский. Его жизнь, учёно-литературная и полемико-догматическая деятельность». Магистерская диссертация. — Кишинёв, 1895.
- «Основы христианского воспитания детей». — СПб., 1900.
- «Иосиф Семашко, митрополит Литовский, главный деятель по воссоединению Западно-русских униатов с Православной Церковью». — СПб., 1900.
- Великое дело освобождения южных славян от турецкого ига: (Слова, поучения и речи по поводу событий 1876—1878). — СПб., 1900.
- Избранные проповеди и статьи религиозно-нравственного содержания. — СПб., 1901.
- «Чудесные знамения Почаевской иконы Божией Матери».
- Св. равноапостольный великий князь Владимир.
- Несколько мыслей по поводу воссоединения с Православной Церковью чехов на Волыни.
- Краткий очерк жизни и деятельности преп. Иова, игумена Почаевского.
- Вечерние духовно-назидательные чтения в Почаевской Лавре. (Мысли и желания по этому поводу).
- Пастырские труды за тридцать пять лет служения св. Церкви. (1866—1901).
- «Религиозно-нравственные внебогослужебные чтения и собеседования при Волынской духовной семинарии».
- О необходимости воспитания детей в духе православия и русской народности.
- Христианский взгляд на гостеприимство.
- Слово в день празднования Феодоровской иконы Божией Матери. — Рязань, 1905.

Свои многочисленные произведения Преосв. Владимир печатал в следующих изданиях: «Волынские Епархиальные Ведомости», «Почаевский Листок», «Церковный Вестник» и «Церковные Ведомости». Несколько статей были им написаны в 1900 году для Православной богословской энциклопедии.

## Награды
- Орден Святой Анны 2-й и 1-й степеней
- Орден Святого Владимира 3-й степени

## Комментарии
1. ↑  Присуждена за сочинение «Учение о лице Иисуса Христа св. Афанасия Александрийского».